# Staustufe Detzem

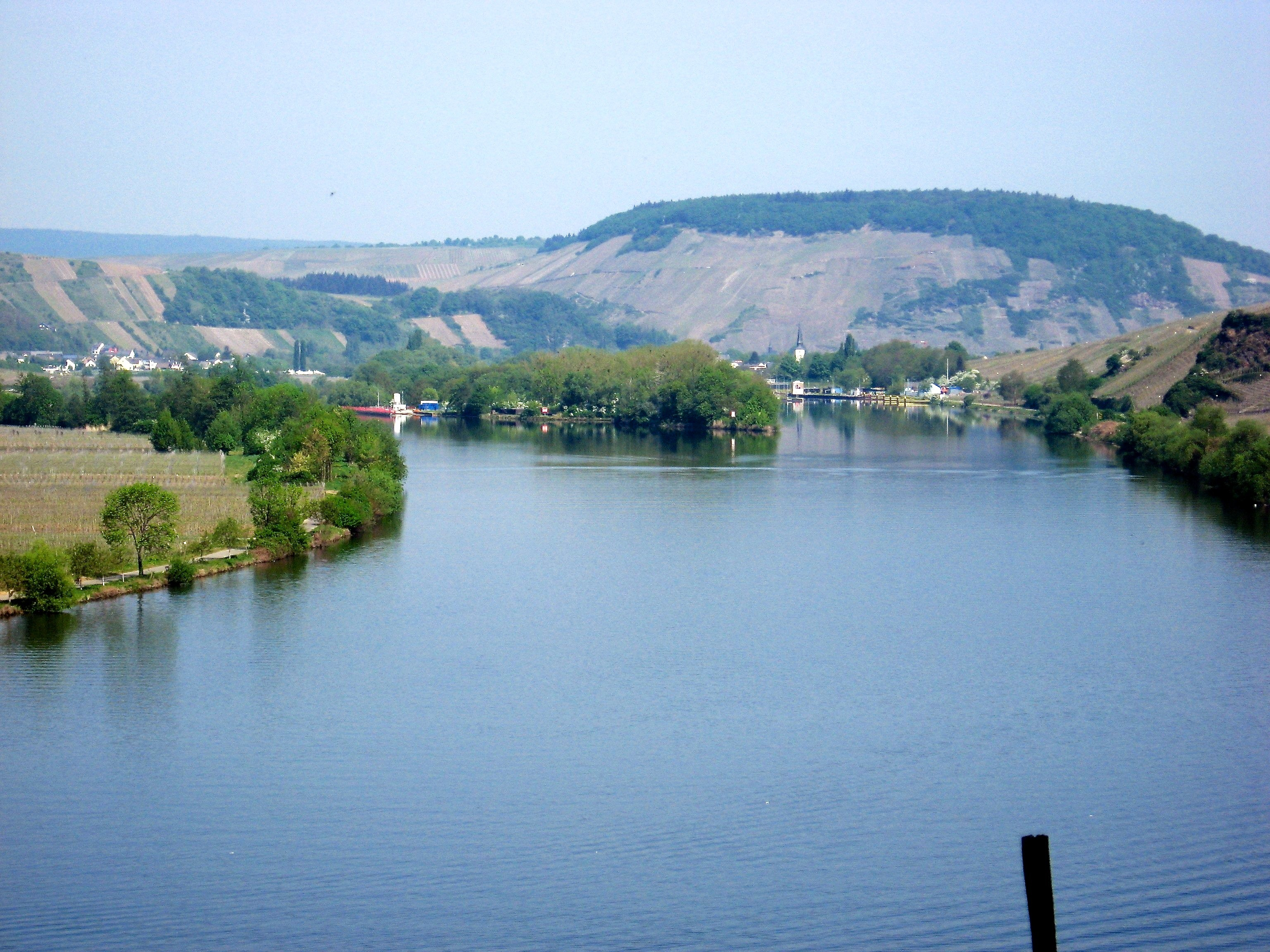
Schleuse Detzem, links die Staustufe, rechts der Schleusenkanal

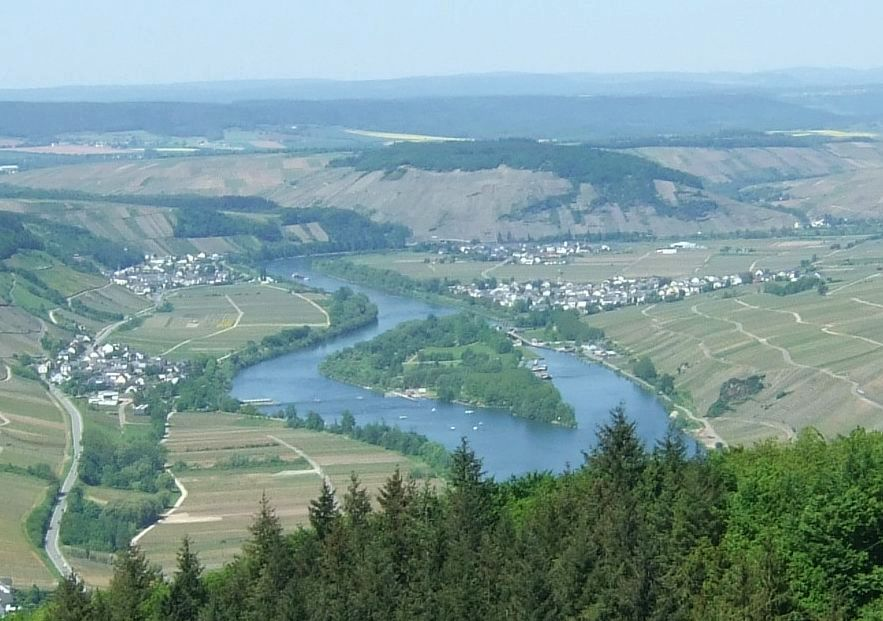
Blick auf die Mosel bei Detzem

Die Staustufe Detzem an der Mosel bei Detzem im Landkreis Trier-Saarburg in Rheinland-Pfalz liegt zwischen den Staustufen Trier und Wintrich.
Die Staustufe wurde 1964 in Betrieb genommen und steht unter der Verwaltung des Wasserstraßen- und Schifffahrtsamtes Mosel-Saar-Lahn.
Bezogen auf die Mosel hat die Staustufe mit 9 Metern die größte Fallhöhe und mit 29 Kilometern die längste Stauhaltung; sie ist die einzige Staustufe mit einem eigenen Schleusenkanal. Die Stauwurzel des Wehrs befindet sich etwa auf Höhe des Trierer Stadtteils Quint.
Die Schiffs-Schleuse liegt bei Mosel-km 166,18 und ist 170 Meter mal 12 Meter groß. Die Boots-Schleuse am Wehr liegt bei Mosel-km 166,85 und misst 18 Meter mal 3,3 Meter. Die Staustufe ist mit einer Fischtreppe ausgestattet.
Das angeschlossene Laufwasserkraftwerk Detzem von 1962 hat eine Leistung von 24 Megawatt. Es liegt in der Nähe der Ortslage Schleich auf der Gemarkung von Pölich und wird betrieben von der RWE Generation Hydro.